# Леце
Леце (серб. Леце) — населённый пункт в общине Медведжя Ябланичского округа Республики Сербии.
Близ села расположен рудник «Леце» — богатейшее месторождение золота в Европе.

## Население
Согласно переписи населения 2002 года, в селе проживало 347 человек (339 сербов, 3 черногорца, 1 мусульманин и 4 лица неизвестной национальности).
| Численность населения | Численность населения | Численность населения | Численность населения | Численность населения | Численность населения | Численность населения | Численность населения |
| 1948                  | 1953                  | 1961                  | 1971                  | 1981                  | 1991                  | 2002                  | 2011                  |
| --------------------- | --------------------- | --------------------- | --------------------- | --------------------- | --------------------- | --------------------- | --------------------- |
| 502                   | 648                   | 867                   | 813                   | 544                   | 503                   | 347                   | 283                   |

## Религия
Согласно церковно-административному делению Сербской православной церкви, село относится к Медведжянскому приходу Ябланичского архиерейского наместничества Нишской епархии.